# Økologisk faktor
Økologiske faktorer deles op i henholdsvis abiotiske faktorer og biotiske faktorer. Forklaret i eksempelform nedenfor:

## Abiotiske faktorer
Biotopen er et område, der har et ensartet miljø, som er kendetegnet ved et helt sæt af geologiske, geografiske, jordbundsmæssige og klimatologiske rammer, der kaldes de abiotiske faktorer:
- vand er på samme tid et nødvendigt stof for alt liv og et levested
- luft indeholder ilt og kuldioxid, som bruges af levende væsner, men det er også et medium, der gør spredning af sporer og pollen mulig
- jordbund er en næringskilde, men også et levested, der understøtter levende væsners udvikling
- temperatur bør ikke overskride visse over- og undergrænser, selv om varme også er væsentlig for nogle organismer
- lys muliggør fotosyntesen og dermed hele biotopens energiomsætning

## Biotiske faktorer
De biotiske faktorer er de faktorer i biotopen, som skyldes de levende væsner:
- plantesamfundene udnytter abiotiske faktorer som lys, vand og CO2 og skaber nettoprimærproduktionen
- dyresamfundene udnytter plante- eller dyreføde og skaber nye led i fødekæden
- nedbrydersamfundene udnytter døde dyr og planter samt rester fra de levende og sætter stofferne i omløb igen
- fødekæderne skaber balance mellem de trofiske niveauer
- indvandring giver forstyrrelse af de nicher, som arterne er tilpasset
- uddøen giver plads til, at andre arter kan overtage de nicher, der er blevet ledige